# Jihad

Bandeira da jihad

A jiade ou jihad (em árabe: جهاد‎; romaniz.: jihād; "empenho", "luta") é um conceito do islão que é habitualmente entendido como "guerra santa" contra os inimigos da religião muçulmana. Aquele que segue a jihad é conhecido como mujahid. Num segundo sentido, que surgiu posteriormente, pode significar "luta interior" mediante vontade pessoal de se buscar e conquistar a fé perfeita.
Há duas formas de atualmente de entender a jihad, o modo "Jihad Maior" e o modo "Jihad Menor". Conforme Ahmed al-Dawoody a palavra jihād surge frequentemente no Alcorão, com e sem conotações militaresː dezassete derivados de jihad ocorrem quarenta e uma vezes em onze textos de Meca e trinta de Medina, com os seguintes cinco significados: esforço por causa da crença religiosa (21), guerra (12), pais não muçulmanos exercendo pressão, ou seja, jihad, para fazer seus filhos abandonar o Islã (2), juramentos solenes (5) e força física (1).
A Jihad Maior é descrita como uma luta do indivíduo consigo mesmo, pelo domínio da alma; e a Jihad Menor é descrita como a luta armada que os muçulmanos fazem contra os adversários do islão.
Esta divisão apenas surgiu no século XI em um livro de al-Khatib al-Baghdadi, que transmite aquele referido dito de Maomé, ou seja: antes deste período apenas havia uma jihad e essa, de acordo com os textos fundacionais do islão, era a "Jihad Menor" como se pode ver na surah 4:95 do Alcorão. Com efeito, nenhuma das quatro escolas de jurisprudência sunitas, nem a tradição xiita, se referem à "Jihad Maior". Mas não só: nenhum dos Kutub al-Sittah (seis maiores colecções de hádices) — Sahih al-Bukhari, Sahih Muslim, al-Sunan al-Sughra, Sunan Abu Dawud, Sahih al-Tirmidhi e Sunan ibn Majah — que a seguir ao Alcorão são os textos mais importantes para a formação identitária e teológica do islão, se referem, nas 200 vezes que se reportam a jihad, à "Jihad Maior", mas apenas à jihad de luta exterior e conquista. Ou seja: dizer que a verdadeira jihad é uma luta interior é, não só, uma posição herética face àquelas escolas ortodoxas de jurisprudência, mas ir contra as próprias palavras do profeta muçulmano Maomé que, por exemplo, disse:
1. «Está escrito que Amr bin Abasah disse: “fui ter com Maomé e perguntei: ‘Oh mensageiro de Alá, qual é a melhor jihad? Maomé disse: ‘A de um homem cujo sangue é derramado e o seu cavalo é ferido’”» (Sunan ibn Majah 2794)
2. «Está escrito segundo a autoridade de Abu Huraira que Maomé disse: ‘Aquele que morreu mas não lutou no caminho de Alá nem expressou alguma determinação por lutar, morreu como morrem os hipócritas» (Sahih Muslim 2:4696)

## Bandeiras
A jihad carrega consigo suas bandeiras com a escrita da Shahadah o primeiro dos cinco pilares do Islã, defendendo que não há deuses senão Alá.
São duas as bandeiras da jihad, a mais comum, a al-Raya, também escrita como ar-Rayah e comumente chamada Bandeira da Jihad, é a mais usada por grupos jiadistas modernos; a bandeira branca, al-Liwa não muito é referenciada pois refere-se ao Califado e não exatamente ao ato ou grupos em prol da jihad.